# Bataille de Benghazi (2014-2017)
Pour les articles homonymes, voir bataille de Benghazi.
- Contrôlé par l'Armée nationale libyenne
- Contrôlé par le Conseil de la Choura des révolutionnaires de Benghazi

Deuxième guerre civile libyenne
Batailles
- Benghazi (2014)
- Aéroport de Tripoli (en)
- Benghazi (2014–17)
- Oubari
- Kikla
- Derna (2015–16)
- Zliten
- Croissant pétrolier (janv. 2016)
- Syrte (2016)
- Croissant pétrolier (sept. 2016)
- Croissant pétrolier (2017)
- Birak (2017)
- Derna (2018–19)
- Croissant pétrolier (2018)
- Tripoli (2018)
- Fezzan
- Tripoli (2019–20)
- Syrte (2020)
- Tripolitaine orientale (2020)

La bataille de Benghazi est lancée le 15 octobre 2014, lors de la Deuxième Guerre civile libyenne. Après plusieurs escarmouches au cours des années 2012, 2013 et 2014, l'« Armée nationale libyenne » (ANL) du gouvernement de Tobrouk, commandée par le général Khalifa Haftar, lance une offensive pour tenter de prendre le contrôle total de la ville de Benghazi, occupée en partie par divers groupes islamistes et djihadistes affiliés aux Conseil de la Choura des révolutionnaires de Benghazi et à l'État islamique. Au bout de près de trois années de combats, la ville passe entièrement sous le contrôle de l'ANL le 30 décembre 2017.

## Forces en présence
Les combats opposent l'Armée nationale libyenne (ANL) du gouvernement de Tobrouk, commandée par le général Khalifa Haftar, à des groupes islamistes rassemblés au sein du Conseil de la Choura des révolutionnaires de Benghazi, formé le 20 juin 2014. Ce conseil de choura est soutenu par le gouvernement de Tripoli et les brigades de Misrata. Il est composé principalement d'Ansar-al-Charia, de la Brigade des martyrs du 17 février et de la Brigade Rafallah al-Sahati. Un autre groupe, les Brigades de défense de Benghazi, apparaît quant à lui en juin 2016,. À Benghazi, les groupes du Conseil de choura s'allient également avec l'État islamique,,,.

## Déroulement
Le 15 octobre 2014, les troupes du général al-Haftar lancent des attaques aériennes et terrestres contre Ansar-al-Charia et la Brigade des martyrs du 17 février à Benghazi. Haftar affirme qu'il s'agit de la phase finale de l'opération Dignité et qu'il démissionnera de son poste à la fin de l'opération pour nommer un nouveau chef d'État-major. Il existe des rapports contradictoires quant à une éventuelle participation ou soutien de l'Égypte à l'offensive.
Le 19 novembre, une trêve humanitaire de douze heures est décrétée.
Le 24 janvier 2015, Ansar al-Charia confirme la mort de son émir, Mohammad al-Zahawi, tué dans des combats à Benghazi.
Les forces du général Haftar prennent le centre-ville, l'aéroport et plusieurs bases. Le 9 février, elles s'emparent de la plus grande base militaire de Benghazi.
Le 19 février 2016, les forces pro-Haftar lancent une offensive dans les quartiers djihadistes, baptisée l'opération « Le sang du martyr ». Elles reprennent rapidement le port de Mreisa à l'ouest et l'hôpital de Houari au sud. Le 20 février, des combats à Benghazi, dans le quartier de Boatni, à l'ouest de la ville, font 14 morts et 32 blessés selon des sources médicales de l'agence Reuters. Le 21 février, les combats font au moins cinq morts chez les loyalistes et huit du côté des groupes islamistes.
Le 23 février, les forces du gouvernement de Tobrouk reprennent le quartier de Lithi et annoncent la « libération » du centre-ville,,. Les pertes des forces loyalistes sont alors d'au moins 20 soldats tués. L'attaque aurait été épaulée par des forces spéciales étrangères, et notamment françaises,. L'ANL annonce avoir également avoir pris le camp de la brigade Rafallah al-Sahati, au sud de la ville, plus deux autres camps au sud-est, le petit port d'Almressa à l'ouest, et le port près de la cour suprême, située dans le centre-ville. De leur côté, les djihadistes tiennent toujours les quartiers de Sabri et Souq al-Hout, dans le centre-ville, et al-Quarsha et Si Faraj au sud. Le 24 février, Khalifa al-Ghowel, Premier ministre du gouvernement de Tripoli, déclare que des forces spéciales françaises « dirigeaient les combats » à Benghazi. De son côté, Wanis Boukhamada, commandant des forces spéciales libyennes, affirme que des conseillers militaires français sont présents à Benghazi, mais pas des unités combattantes. Des forces spéciales américaines sont également présentes à Benghazi et Haftar bénéficie aussi d'un actif soutien militaire de l'Égypte et des Émirats arabes unis.
Sept soldats de l'ANL sont tués le 26 février, dont quatre dans une attaque-suicide de l'EI, et sept autres sont blessés.
Le 7 juillet, les djihadistes de l'État islamique reprennent une partie du terrain perdu en février. Un attentat-suicide frappe le quartier général des forces d'Haftar, faisant 12 morts et 35 blessés. Six autres militaires sont tués dans les combats.
Le 17 juillet, trois sous-officiers français du Service Action de la DGSE sont tués dans le crash de leur hélicoptère. L'attaque est revendiquée par les Brigades de défense de Benghazi, qui affirment avoir visé l'appareil avec un missile sol-air SA-7 et des armes automatiques. Leur mort est confirmée par le gouvernement français le 20 juillet, qui parle cependant d'un « accident d'hélicoptère ». Par cette annonce, la France reconnaît officiellement sa présence en Libye, le Gouvernement d'union nationale (GNA) dénonce alors une « violation » de territoire et se dit « mécontent de l’annonce du gouvernement français concernant la présence française dans l’Est de la Libye »,,.
Le 2 août, dans le quartier d'al-Gawarcha dans l'ouest de Benghazi, une attaque-suicide au véhicule piégé fait 23 morts et 27 blessés dans les rangs des forces du gouvernement de Tobrouk,,.
Les 15 et 16 novembre, des combats ont lieu dans les secteurs de Qanfouda et Qawarcha, faisant 12 morts dans les rangs des troupes de Haftar.
Le quartier de Abou Sneib est repris par l'Armée nationale libyenne (ANL) le 16 janvier 2017, après plusieurs jours de combats contre les milices du Conseil de la Choura des révolutionnaires de Benghazi. Ce dernier affirme également que les troupes pro-Haftar encerclent la zone de Qanfouda. Selon les déclarations anonymes d'un commandant de l'ALN à l'AFP, 52 soldats des forces pro-Haftar ont été tués entre le 1er et le 16 janvier. Les islamistes ne contrôlent alors plus que la zone de Qanfouda à l'ouest, et les quartiers d'Al-Saberi et Soug al-Hout dans le centre. Le 19 janvier, les forces de l'ANL lancent un assaut sur le quartier de Chaabiat Al-Tira, dans la zone de Qanfouda.
Le 18 mars, l'Armée nationale libyenne affirme s'être emparée du secteur des immeubles no 12, le dernier bastion des djihadistes dans le secteur ouest. Selon un porte-parole des forces spéciales de l'ANL, les combats ont fait 23 morts dans les rangs des islamistes et cinq du côté de l'ANL. Un MiG-21 des forces de Haftar est cependant abattu. Selon Human Rights Watch, les forces de l'ANL pourraient également avoir commis des « crimes de guerre » au cours de cette offensive, « dont des actes de tortures contre des civils et des exécutions sommaires ». D'après des vidéos et des photos reçues par l'ONG, des cadavres de djihadistes auraient été « profanés et mutilés » et trois hommes exécutés sommairement.
Le 8 mai, l'ANL lance une offensive pour reprendre les derniers bastions des djihadistes à Benghazi : les quartiers d'al-Sabri et de Soug al-Hout, situés dans le centre-ville. Le 9, le colonel Miloud Zouai, porte-parole des Forces spéciales de l'ANL, annonce la mort de 11 soldats durant les combats ainsi que 55 autres blessés. Par ailleurs, il affirme avoir pris le contrôle du port.
Le 27 mai, Ansar al-Charia annonce sa dissolution en raison de lourdes pertes subies parmi ses combattants et ses commandants.
Au cours du mois de juin, les forces de l'Armée nationale libyenne continuent leur progression les quartiers d'al-Sabri et Soug al-Hout au prix de la mort de 44 soldats selon des sources médicales de l'AFP. Un porte-parole de l'ALN, Khalifa al-Abid, affirme le 1er juillet que les djihadistes ne tiennent alors plus que 2 kilomètres carrés de territoire. Le 3 juillet, selon des sources médicales, les combats font 16 morts et au moins 36 blessés dans les rangs de l'ALN, tandis que les forces d'Haftar revendiquent la mort de 19 djihadistes. Le 5 juillet, les deux dernières poches de résistance djihadistes tombent : les forces de l'ANL s'emparent de Soug al-Hout, puis prennent l'hôpital al-Joumhouria et le marché d'al-Jarid, dans les quartiers d'al-Sabri, où s'étaient retranchés les derniers combattants islamistes.
Le soir du 5 juillet, le maréchal Khalifa Haftar annonce la « libération totale » de Benghazi,,. Cette annonce est accueillie par des manifestations de joie par plusieurs milliers d'habitants qui descendent dans la rue dans la nuit du 5 au 6 juillet.
Cependant, malgré l'annonce de la victoire, des combats se poursuivent. Ainsi le 7 juillet, dans le quartier d'al-Sabri, les forces spéciales attaquent une vingtaine de combattants qui gardaient une prison secrète : dix prisonniers sont délivrés, mais les forces de l'ANL déplorent 12 morts et 35 blessés, tandis que cinq islamistes sont tués et onze capturés. Selon le porte-parole de l'ANL, le colonel Miloud al-Zwei, 23 soldats sont tués au total dans des opérations de ratissage dans les quartiers d'al-Sabri et Soug al-Hout entre le 5 et le 9 juillet, tandis que plusieurs « terroristes » sont tués et 17 autres arrêtés. Les derniers islamistes sont retranchés dans un petit périmètre de 150 m2 au marché Al-Jarid et près de l'hôtel municipal. Au moins 80 civils et militaires sont tués dans les quinze jours qui suivent l'annonce de la « libération » de la ville.
Les opérations se terminent définitivement le 30 décembre, avec la prise de la zone de Sidi Ekhrebish dans le centre de la ville de Benghazi,,.

## Les pertes
Le 16 novembre 2014, selon le bilan de l'AFP qui s'appuie sur des sources médicales, les affrontements à Benghazi ont fait au moins 365 morts, dont plus de 200 soldats, depuis le 15 octobre. Le bilan prend également en compte les civils tués pour c ertains en combattant côtés des forces du général Haftar, ainsi que les combattants des milices islamistes dont les corps ont été déposés dans des hôpitaux de Benghazi.
Le 3 janvier 2018, Ahmad Mismari, un porte-parole de l'Armée nationale libyenne, annonce que plus de 5 000 soldats ont été tués pendant la bataille de Benghazi, longue de trois années. Selon RFI, environ 5 200 hommes de l'ANL ont été tués à Benghazi au cours des trois années de combats.

## Suites
Le 15 août 2017, la Cour pénale internationale émet un mandat d'arrêt contre Mahmoud al-Werfalli, un officier salafiste madkhaliste de la brigade al-Saiqa (en) — une unité des forces spéciales du régime de Kadhafi, passée à la rébellion en 2011 lors de la première guerre civile libyenne et placée depuis sous les ordres du maréchal Haftar,. Il est accusé du meurtre de 33 prisonniers lors de sept séries distinctes d'exécutions entre juin 2016 et juillet 2017. Mahmoud al-Werfalli apparaît lui-même dans une vidéo en train d'abattre trois prisonniers de sa main. Il rétorque alors que le tribunal « aurait mieux fait de délivrer des mandats d'arrêts contre ceux qui ont tué des enfants, des femmes et qui ont décapité des soldats libyens à Benghazi » ; il estime n'avoir fait qu'appliquer la « peine de mort » contre des « terroristes ». En janvier 2018, une nouvelle vidéo le montre en train de commettre d'autres exécutions à Benghazi. Le 7 février, Mahmoud al-Werfalli annonce qu'il se rend à la justice, mais il est libéré le lendemain.
Les exécutions sommaires de prisonniers sont alors une pratique répandue en Libye et plusieurs miliciens de l'ANL ont également été mis à morts par les islamistes au cours de la bataille de Benghazi.

## Vidéographie
- [vidéo] « Libye : carnet de route à Benghazi », I-Télé, 27 mai 2016.
- [vidéo] « Vidéo : Benghazi, vitrine de l’Est libyen », France 24, 2 mars 2018.